# یان هرتل
یان هرتل (چکی: Jan Hertl؛ ۲۳ ژانویهٔ ۱۹۲۹ – ۱۴ مهٔ ۱۹۹۶) یک بازیکن فوتبال اهل چکسلواکی بود.
از باشگاه‌هایی که در آن بازی کرده‌است می‌توان به باشگاه فوتبال اسپارتا پراگ و دوکلا پراگ اشاره کرد. وی سابقه ۲۳ بازی در تیم ملی فوتبال چکسلواکی را در کارنامه دارد.